# Reese H. Taylor Jr.
Reese Hale Taylor Jr. (geboren am 6. Mai 1928 in Pasadena, Kalifornien; gestorben am 16. April 2010 in Las Vegas, Nevada) war ein amerikanischer Anwalt und Regierungsbediensteter. Von 1981 bis 1985 war er Vorsitzender der Regulierungsbehörde Interstate Commerce Commission.

## Leben
Reese Taylor Jr. wurde 1928 als zweites von drei Kindern von Reese Hale Taylor (Aufsichtsratsvorsitzender der Union Oil Company of California) und Kathryn Emery Taylor geboren. Er schloss die Webb School 1945 ab und studierte bis zum Dezember 1948 an der Stanford University. Den Bachelor of Arts legte er mit Auszeichnung ab. Anschließend studierte er bis zum Juni 1952 an der Law School der Cornell University in New York. Nach seinem Abschluss als Bachelor of Laws wurde er Mitglied im Order of Coif.
Reese Taylor Jr. begann nach dem Studium in der Anwaltskanzlei Gibson, Dunn & Crutcher zu arbeiten. 1958 verließ er die Kanzlei um durch Europa und Nordafrika zu reisen und einen Film zu drehen. Nach seiner Rückkehr 1959 war er unternehmerisch in Las Vegas tätig. Von 1960 bis 1965 war er selbstständiger Anwalt in Los Angeles und Beverly Hills. In den Jahren 1966 und 1967 arbeitete er als Anwalt in der Kanzlei Wiener, Goldwater und Galatz in Las Vegas. In dieser Zeit unterstützte er die Gouverneurswahlkampagne von Paul Laxalt. Nach dessen Wahlsieg wurde er 1967 Chairman der Public Service Commission von Nevada. Da der Gouverneur Laxalt nicht wieder zur Wahl antrat, endete auch seine Beschäftigung beim Bundesstaat 1971 und er wechselte in die Kanzlei Laxalt, Berry & Allison. Ab 1978 war er in der umfirmierten Allison, Brunetti, MacKenzie & Taylor Ltd. Teilhaber.
In den Jahren 1976 und 1980 leitete er den Präsidentschaftswahlkampf von Ronald Reagan in Nevada. Im Mai 1981 nominierte ihn Präsident Reagan für den freien Sitz von Robert J. Corber in der Interstate Commerce Commission. Nach seiner Bestätigung durch den Senat wurde er am 25. Juni 1981 zum Chairman (Vorsitzenden) der Regulierungsbehörde bestimmt. In seine Amtszeit fällt die Umsetzung vieler Deregulierungsmaßnahmen im Transportbereich, unter anderem durch den 1980 beschlossenen Staggers Rail Act sowie ständige Budgetkürzungen und die beabsichtigte Schließung der Behörde durch die Reagan-Regierung. Da seine Deregulierungsbestrebungen Vertretern der Industrie und der Politik nicht schnell genug gingen, wurde er als Leiter der Behörde durch Heather J. Gradison abgelöst und beendete am 12. Dezember 1985 seine Tätigkeit bei der ICC. Der Sitz wurde zum 1. Januar 1986 gestrichen. Danach arbeitete er bis zu seinem Ruhestand 2003 in der Anwaltskanzlei Keesal, Young and Logan in Long Beach.
Reese Taylor Jr. war mehrmals verheiratet. 1948 heiratete er Lucille Langdon. Mit ihr bekam er die vier Kinder Reese Taylor III, Stuart, Anne und Lucille. Die Ehe wurde 1958 geschieden. Danach führte er 1960 eine kurze Ehe mit der Schauspielerin Mari Blanchard, bevor er 1962 die Schauspielerin Juli Reding heiratete. Diese Ehe wurde 1964 geschieden. 1972 heiratete er Jolene Yerby.